# (35329) 1997 EG34
1997 EG34 (asteroide 35329) é um asteroide da cintura principal. Possui uma excentricidade de 0.10268350 e uma inclinação de 5.29242º.
Este asteroide foi descoberto no dia 4 de março de 1997 por LINEAR em Socorro.